# Sutera lyperioides
Sutera lyperioides là một loài thực vật có hoa trong họ Huyền sâm. Loài này được Engl. Ex Range miêu tả khoa học đầu tiên.